# Barton (Maryland)
Pour les articles homonymes, voir Barton.
La ville américaine de Barton est située dans le comté d'Allegany, dans l’État du Maryland. Lors du recensement de 2000, sa population s’élevait à 478 habitants.

## Source
- (en) Cet article est partiellement ou en totalité issu de l’article de Wikipédia en anglais intitulé « Barton, Maryland » (voir la liste des auteurs).